# Sürat
Die Sürat (türk. Sürat = Geschwindigkeit) war das erste Dampfschiff der Osmanischen Marine.

## Geschichte
1801 wurde das Schiff, damals noch eine Schmack, unter dem Namen Swift bei Edinburgh & Leith Ship Co. in London in Dienst gestellt. 1821 erfolgte der Umbau zu einem Raddampfer mit zwei Einzylinderdampfmaschinen. Anschließend diente es ab dem 25. Mai 1822 als Paketschiff zwischen Brighton und Dieppe und war damit das erste Dampfschiff, das diese Strecke bediente.
Seit 1826 verfügte Griechenland mit der Karteria über einen Raddampfer. Dieser war den osmanischen Segelschiffen weit überlegen und fügte den Osmanen herbe Verluste bei. Man versuchte möglichst schnell ebenfalls ein Dampfschiff zu erlangen und erhielt von Großbritannien als Wiedergutmachung für die Schlacht von Navarino die Swift als Geschenk. Am 20. Mai 1828 wurde das Schiff nach Istanbul entsandt. Es wurde als Sürat in Dienst gestellt, blieb aber unbewaffnet und diente zunächst als Yacht für Sultan Mahmud II. Das erste bewaffnete Dampfschiff der Osmanischen Marine war die Sagir, die 1829 in Dienst gestellt wurde. Erst 1853, beim Ausbruch des Krimkriegs, wurde die Sürat mit zwei Kanonen ausgerüstet.